# Invitados en El Paraíso
Invitados en el Paraíso es una novela del escritor argentino Manuel Mujica Láinez. Fue editada en 1957 por Editorial Sudamericana. La obra completa la "saga porteña" iniciada por Los ídolos y continuada por La casa y Los viajeros. En Invitados en el Paraíso, Mujica Láinez prosigue con el tema de la decadencia de la clase social de la alta burguesía y la presencia de personajes decadentes, en este caso, envueltos en una atmósfera irreal y mágica.

## Argumento
En una chacra de las afuera de la ciudad de Buenos Aires, se ha establecido un pequeño grupo de personajes decadentes, alejados de la ciudad y del mundo. Viven distanciados de la ciudad, alejados de la realidad cotidiana, en un mundo irreal en el que el pasado y el futuro dejan de existir. Todo es un presente que surge de la imaginación de cada uno, inventando su propio "paraíso".